# Rabat Ajax FC
Rabat Ajax – maltański klub piłkarski z siedzibą w mieście Rabat w zachodniej Malcie.

## Historia
Chronologia nazw:
- 1930–1937: Rabat Rovers FC
- 1937–1938: Rabat Zvanks FC
- 1938–1980: Rabat FC
- od 1980: Rabat Ajax FC

Klub został założony w 1930 roku jako Rabat Rovers FC. W 1937 połączył się z innymi miejscowymi klubami Rabat Rangers i Old City i otrzymał nazwę Rabat Zvanks FC, a w 1938 zmienił nazwę na Rabat FC. Zespół występował przeważnie w drugiej lidze maltańskiej. W 1951 roku debiutował w najwyższej klasie, w której grał do 1959 roku. W 1962 powrócił do pierwszej ligi, ale w 1965 ponownie pożegnał się z nią. W 1980 po fuzji z Rabat Ajax  klub przyjął obecną nazwę Rabat Ajax FC. Dopiero w 1982 powrócił do ekstraligi. W 1983 po raz pierwszy debiutował w Pucharze UEFA. W 1985 wywalczył swój pierwszy tytuł mistrzowski, a w następnym roku zdobył mistrzostwo oraz Puchar Malty. Od 1986 klub często migrował pomiędzy wyższą a pierwszą ligą. Po sezonie 2000/01 zajął 9. miejsce w Premier League i został zdegradowany do First Division.

## Sukcesy
- Mistrzostwo Malty:
  - mistrz (2): 1985, 1986
  - wicemistrz (1): 1984
  - 3.miejsce (1): 1983
- Puchar Malty:
  - zdobywca (1): 1986
  - finalista (1): 1954
- Superpuchar Malty:
  - zdobywca (2): 1985, 1986

## Stadion
Rabat Ajax Football Ground może pomieścić 700 widzów.

## Europejskie puchary
Legenda do wszystkich tabel:
- Q – runda eliminacyjna, 1/16, 1/8, 1/4, 1/2 – odpowiednia faza rozgrywek, Grupa – runda grupowa, 1r gr – pierwsza runda grupowa, 2r gr – druga runda grupowa, F – finał, R – runda, PO – play-off
- k. – rzuty karne, los. – losowanie, Dogr. – dogrywka, w. – zasada bramek strzelonych na wyjeździe

| Sezon   | Rozgrywki     | Runda | Klub             | Dom  | Wyjazd | Ogólnie |
| ------- | ------------- | ----- | ---------------- | ---- | ------ | ------- |
| 1983/84 | Puchar UEFA   | 1R    | Inter Bratysława | 0–10 | 0–6    | 0–16    |
| 1984/85 | Puchar UEFA   | 1R    | Partizan         | 0–2  | 0–2    | 0–4     |
| 1985/86 | Puchar Europy | 1R    | Omonia Nikozja   | 0–5  | 0–5    | 0–10    |
| 1986/87 | Puchar Europy | 1R    | FC Porto         | 0–1  | 0–9    | 0–10    |